# دادالله بازار
دادالله بازار، روستایی از توابع بخش مرکزی شهرستان چابهار در استان سیستان و بلوچستان ایران است.

## جمعیت
این روستا در دهستان پیرسهراب قرار دارد و براساس سرشماری مرکز آمار ایران در سال ۱۳۸۵، جمعیت آن ۱۲۲ نفر (۲۲خانوار) بوده‌است.